# Bessmertnyj garnizon
Bessmertnyj garnizon (russisk: Бессмертный гарнизон, på dansk Den udødelige garnision) er en sovjetisk krigsfilm fra 1956 instrueret af Zakhar Agranenko og Eduard Tisse.
Filmen omhandler forsvaret af Brest-fæstningen Hviderussiske SSR i Sovjetunionen i dagene 22. juni-20.juli 1941 under Nazi-Tysklands invasion

## Medvirkende
- Vasilij Makarov som Baturin
- Vladimir Jemeljanov som Kondratjev
- Nikolaj Krjutjkov som Kukharkov
- Anatolij Tjemodurov som Rudenko
- Valentina Serova som Marija Nikolajevna